# Aristocrat Records
Aristocrat Records fue una compañía discográfica famosa por lanzar a Muddy Waters. En poco más de tres años de vida, el sello sacó 183 canciones, más otros 18 bajo la nueva marca de Chess Records. Además de Waters, el sello contaba con Gene Ammons, entre otros artistas.
Fundada en abril de 1947 por Charles y Evelyn Aron, con Fred y Mildred Brount y Art Spiegel como socios, en septiembre de ese año Leonard Chess invirtió en el negocio. En 1948, solo él y Aron dirigía el sello, y en 1950 Leonard y su hermano Phil se convirtieron en los únicos dueños del sello. En junio de 1950, cambiaron el nombre de la empresa a Chess Records, descontinuando el sello Aristocrat en enero de 1951.
Aunque había grabado unas canciones para otro sello, fue en agosto o septiembre de 1947 que Muddy Waters grabó por primera vez con Aristocrat, el sencillo "Gypsy Woman"/"Little Anna Mae", con el bajo Big Crawford y el pianista Sunnyland Slim. Una segunda sesión de grabación, en diciembre de 1947, produjo "I Can't Be Satified"/"Feel Like Goin' Home" que se convirtió en un éxito.